# 콘툼관코박쥐
콘툼관코박쥐(Murina kontumensis)는 애기박쥐과에 속하는 박쥐의 일종이다. 베트남의 토착종이다.

## 특징
작은 크기의 박쥐로 머리부터 몸까지 몸길이는 40mm, 전완장은 32mm이다. 꼬리 길이는 38.5mm, 발 길이는 7.6mm, 귀 길이 18.7mm이고, 몸무게는 최대 5g이다.